# Clubiona scenica
Clubiona scenica este o specie de păianjeni din genul Clubiona, familia Clubionidae, descrisă de Nicolet, 1849. Conform Catalogue of Life specia Clubiona scenica nu are subspecii cunoscute.